# Sankt Leonhard am Forst
Sankt Leonhard am Forst är en ort och kommun  i Österrike. Den ligger i distriktet Melk i förbundslandet Niederösterreich, 80 km väster om huvudstaden Wien. 
Kommunen består av 55 orter (Ortschaften) (inom parentes invånarantal 1 januari 2024):

- Aichbach (20)
- Altenhofen (24)
- Apfaltersbach (21)
- Au (34)
- Brandstatt bei Au (9)
- Brandstatt bei Oed (12)
- Dangelsbach (43)
- Diesendorf (97)
- Eisguggen (11)
- Eselsteiggraben (13)
- Fachelberg (52)
- Gassen (156)
- Geigenberg (20)
- Grillenreith (10)
- Grimmegg (67)
- Großweichselbach (102)
- Grub bei Harbach (16)
- Haindorf (17)
- Harbach (40)
- Haslach (36)
- Hochstraß (27)
- Hohenreith (4)
- Hub an der Mank (11)
- Hörgerstall (28)
- Kerndl (14)
- Kleinweichselbach (13)
- Kühberg (4)
- Lachau (53)
- Lehenleiten (22)
- Lunzen (19)
- Oed bei Haslach (11)
- Pöllendorf (25)
- Pühra (39)
- Reith bei Vornholz (20)
- Reith bei Weichselbach (22)
- Rinn (17)
- Ritzenberg (2)
- Ritzengrub (41)
- Sandeben (30)
- Schweining (42)
- Schönbuch (27)
- Seimetzbach (38)
- St. Leonhard am Forst (1 558)
- Steghof (28)
- Steinbach (35)
- Straß (11)
- Thal (23)
- Urbach (35)
- Vornholz (26)
- Wegscheid (28)